# 余军
余军（1964年6月—），男，汉族，中华人民共和国政治人物。现任福建省政协副主席，福建省财政厅党组书记、厅长。